# Adejeania thompsoni
Adejeania thompsoni là một loài ruồi trong họ Tachinidae.